# Роббі Фіндлі
Роббі Фіндлі (англ. Robbie Findley, нар. 4 серпня 1985, Фінікс, США) — американський футболіст, нападник.
Виступав, зокрема, за клуб «Ноттінгем Форест», а також національну збірну США.

## Клубна кар'єра
У дорослому футболі дебютував 2006 року виступами за команду клубу «Боулдер Рапідс Резерв», в якій того року взяв участь у 18 матчах чемпіонату.
Згодом з 2006 по 2010 рік грав у складі команд клубів «Лос-Анджелес Гелаксі» та «Реал Солт-Лейк».
Своєю грою за останню команду привернув увагу представників тренерського штабу клубу «Ноттінгем Форест», до складу якого приєднався 2010 року. Відіграв за команду з Ноттінгема наступні два сезони своєї ігрової кар'єри.
Протягом 2012—2016 років захищав кольори клубів «Джиллінгем», «Ноттінгем Форест», «Реал Солт-Лейк» та «Торонто».
Протягом 2016 року виступав за клуб «Райо ОКС».

## Виступи за збірні
2008 року залучався до складу молодіжної збірної США. На молодіжному рівні зіграв у 5 офіційних матчах.
З 2007 по 2010 роки виступав у складі національної збірної США.
У складі збірної був учасником чемпіонату світу 2010 року у ПАР.